# Afra z Augsburgu
Svatá Afra z Augsburgu pocházela z Kypru. Se svou matkou Hilarií odcestovaly do Bavorska a začaly žít v Augsburgu. Její matka si založila nevěstinec a Afra se stala prostitutkou. Poté, co se setkala s biskupem Narcisem z Gerony, ji jeho modlitba obrátila na křesťanství a posléze se věnovala práci s chudými. Později přesvědčila i svou matku.
Jakmile bylo objeveno, že je křesťanka, tak jí bylo nařízeno, aby uctila pohanské bohy, ona však odmítla. Za vlády císaře Diocletiana byla proto upálena zaživa.
Její matka, svatá Hilarie z Augsburgu, a služebnice Digna, Eunomie a Epreprie šly pohřbít její ostatky, jenže byly chyceny a všechny čtyři je potkal stejný osud - upálení zaživa.
Její pozůstatky jsou uloženy v Augsburgu v bazilice, která nese její jméno - Bazilika Sv. Ultricha a Afry. Její svátek se slaví 7. srpna.